# Michitaka Akimoto
Michitaka Akimoto (秋本 倫孝 Akimoto Michitaka?, nacido el 24 de septiembre de 1982 en Shizuoka) es un futbolista japonés que se desempeñaba como defensa.

## Trayectoria

### Clubes
| Club                     | País      | Año         |
| ------------------------ | --------- | ----------- |
| Ventforet Kofu           | Japón     | 2005 - 2010 |
| Kyoto Sanga FC           | Japón     | 2011 - 2013 |
| Kataller Toyama          | Japón     | 2014        |
| Thai Honda Ladkrabang FC | Tailandia | 2015 -      |

## Estadística de carrera

### J. League
| Club            | Año   | J. League | J. League | Copa J. League | Copa J. League | Total | Total |
| Club            | Año   | Part.     | Goles     | Part.          | Goles          | Part. | Goles |
| --------------- | ----- | --------- | --------- | -------------- | -------------- | ----- | ----- |
| Ventforet Kofu  | 2005  | 13        | 1         | -              | -              | 13    | 1     |
| Ventforet Kofu  | 2006  | 18        | 1         | 4              | 0              | 22    | 1     |
| Ventforet Kofu  | 2007  | 27        | 3         | 7              | 1              | 34    | 4     |
| Ventforet Kofu  | 2008  | 30        | 4         | -              | -              | 30    | 4     |
| Ventforet Kofu  | 2009  | 31        | 3         | -              | -              | 31    | 3     |
| Ventforet Kofu  | 2010  | 32        | 7         | -              | -              | 32    | 7     |
| Kyoto Sanga FC  | 2011  | 25        | 3         | -              | -              | 25    | 3     |
| Kyoto Sanga FC  | 2012  | 22        | 2         | -              | -              | 22    | 2     |
| Kyoto Sanga FC  | 2013  | 33        | 1         | -              | -              | 33    | 1     |
| Kataller Toyama | 2014  | 30        | 3         | -              | -              | 30    | 3     |
| Total           | Total | 261       | 28        | 11             | 1              | 272   | 29    |